# Harangozó György
Harangozó György (Budapest, 1949. május 14. –) magyar színész, kiváló művész.

## Életpályája
Színészi pályája 1967-től indult az Állami Déryné Színháznál. 1970-től a Fővárosi Operettszínház társulához tartozott. 1974-től ismét az Állami Déryné Színház illetve utódszínházai: 1978-tól a Népszínház, 1990-től a Budapesti Kamaraszínház tagja volt. 1989-ben kiváló művész díjat kapott.

## Fontosabb színházi szerepei
- William Shakespeare: Troillus és Cressida... Helenus
- William Shakespeare: A makrancos hölgy... Curtis
- ifj. Johann Strauss:  A denevér... Frosch
- Jevgenyij Lvovics Svarc: Hétköznapi csoda... Vadász
- Georges Feydeau: Osztrigás Mici... Utcaseprő
- Bertolt Brecht – Kurt Weill: Koldusopera... Kimbald tiszteletes; Filch
- Edward Knoblauch: A faun... Jackson
- Molnár Ferenc: Liliom... Esztergályos
- Bródy Sándor: A tanítónő... Járásorvos; Postás
- Móricz Zsigmond: Nem élhetek muzsikaszó nélkül... Gergő, öreg kocsis
- Örkény István: Tóték... Postás
- Tabi László: A tettes ismeretlen... Deme hadnagy
- Kertész Ákos Névnap... Házmester
- Békés Pál – Mikó István: Egy kis térzene... Bonifác
- Szirmai Albert – Bakonyi Károly – Gábor Andor: Mágnás Miska... Miska
- Kacsóh Pongrác: János vitéz... A francia király
- Szakcsi Lakatos Béla – Csemer Géza: Cigánykerék... Trallala Géza
- Békés József: Kardhercegnő... IV. Akcius
- Romhányi József: Csipkerózsika... Bonifác

## Filmes és televíziós szerepei
- Egy élet muzsikája
- Csárdáskirálynő

## Díjai, elismerései
- kiváló művész (1989)